# Michael Siefener
Michael Siefener (* 14. November 1961 in Köln) ist ein deutscher Schriftsteller und Übersetzer, der hauptsächlich Werke der phantastischen und historischen Literatur veröffentlicht.

## Leben
Michael Siefener wurde am 14. November 1961 in Köln geboren. Nach dem Studium und der Promotion in den Rechtswissenschaften wandte er sich vom „schnöden Mammon“ ab und seiner Passion, der unheimlichen Literatur, zu. Neben Übersetzungen macht er immer wieder mit stimmungsvollen phantastischen Erzählungen auf sich aufmerksam. Michael Siefener lebt in Manderscheid (Eifel).

## Werke
- Schächte, Erzählungen, Privatdruck, Köln, 1991
- Heimkehr, Privatdruck (auf 20 Exemplare limitierter Einblattdruck), Haan, 1992
- Hexerei im Spiegel der Rechtstheorie (Das crimen magiae in der Literatur von 1574 bis 1608), ISBN 3-631-44453-2, Privatdruck, Köln, 1992
- Bildwelten und andere Schauergeschichten, Erzählungen, ISBN 3-92682-920-6, Verlag Hubert Katzmarz, Bonn, 1993
- Tage im Hotel, Erzählungen, Goblin Press, Koblenz, 1994
- Schatten des Winters, Gedichte, Verlag Uwe Voehl, 1995
- Das Reliquiar / Die Wächter, Zwei Novellen, ISBN 3-932320-02-6, Edition Metzengerstein, Kerpen, 1997
- Nonnen, Roman, Goblin Press, Koblenz, 1997
- Wirrnis, gem. mit Marcel Feige, Zwei Erzählungen, ISBN 3-00-003917-1, Edition Medusenblut, Langerringen, 1999
- Nonnen, Roman, ISBN 3-453-16240-4, Heyne Verlag, München, 2000
- Albert Duncel, ein biographischer Versuch, Roman, Edition Medusenblut, Berlin, 2001
- Chimären, Gesammelte Erzählungen, ISBN 978-3-934273-03-0, Verlag Lindenstruth, Gießen, 2002
- Die Söhne Satans, Historischer Roman, ISBN 3-434-52802-4, Verlag Die Hanse, Hamburg, 2002
- Das Reliquiar / Die Wächter, Zwei Novellen, ISBN 3-935822-15-4, Festa Verlag, Leipzig, 2002
- Somniferus, Roman, ISBN 3-937001-37-9, KBV Verlag, Hillesheim, 2003
- Tod im Weinkontor, Historischer Roman, ISBN 3-434-52811-3, Verlag Die Hanse, Hamburg, 2004
- Hexennacht, Roman, ISBN 3-937001-44-1, KBV Verlag, Hillesheim, 2004
- Der Teufelspakt, Roman, ISBN 3-938411-00-7, Eloy Edictions, Augsburg, 2005
- Das Schattenbuch, Roman, ISBN 3-937001-69-7, KBV Verlag, Hillesheim, 2005
- Die magische Bibliothek, Roman, ISBN 3-935901-09-7, Edition Medusenblut, Berlin, 2006
- Verlorene Seelen, historische Erzählung, Privatdruck, Manderscheid, 2006
- Totentanz, mit Silke Urbanski, Historischer Roman, ISBN 3-89705-454-X, Emmons Verlag, Köln, 2006
- Nathaniel, Roman, ISBN 3-86552-060-X, Festa Verlag, Leipzig, 2006
- Hinter der Maske, Roman, ISBN 3-937001-91-3, KBV Verlag, Hillesheim, 2006
- Janus, Roman, ISBN 3-940077-13-5, KBV Verlag, Hillesheim, 2007
- Das schwärzeste Buch (Ein Kapitel in Nekromantie), Novelle, Privatdruck Robert N. Bloch, Gießen, 2009
- Die Zeichen der Finsternis, Roman, ISBN 3-940077-85-2, KBV Verlag, Hillesheim, 2010
- Die Stadt der unaussprechlichen Freuden, Novelle, ISBN 978-3-924959-83-8, Edition Phantasia, Bellheim 2010
- Die Entdeckung der Nachtseite, Unheimlicher Roman, ISBN 978-3-934273-72-6 (geb. u. limitierte Ausgabe), ISBN 978-3-934273-62-7 (Paperback), Verlag Lindenstruth, Gießen 2011
- Haus der Dämonen (Reihe: David Murphy), CassiopeiaPress, Kindle E-Book, 2012
- Der Ballsaal auf der dunklen Seite des Mondes, ISBN 978-3-86402-336-1, Atlantis-Verlag, Stolberg 2016
- Numquam. Eine Zwielichtmähre (geb. und limitierte Ausgabe, mit Illustrationen von Heiner Stiller), Privatdruck Robert N. Bloch, Gießen 2018

### Werke vonBrandon Sanderson
- Nebelgeboren: Kinder des Nebels, Heyne, München, 2009, ISBN 3-453-52336-9.
- Nebelgeboren: Krieger des Feuers, Heyne, München, 2010, ISBN 3-453-52337-7.
- Nebelgeboren: Herrscher des Lichts, Heyne, München, 2010, ISBN 3-453-52338-5.
- Nebelgeboren: Jäger der Macht, Heyne, München, 2012, ISBN 3-453-52942-1.
- Sturmlicht-Chroniken: Der Weg der Könige, Heyne, München, 2011, ISBN 978-3-453-26717-6.
- Sturmlicht-Chroniken: Der Pfad der Winde, Heyne, München, 2011, ISBN 978-3-453-26768-8.
- Sturmlicht-Chroniken: Die Worte des Lichts, Heyne, München, 2014, ISBN 978-3-453-26747-3.
- Sturmlicht-Chroniken: Die Stürme des Zorns, Heyne, München, 2015, ISBN 978-3-453-26748-0.
- Sturmlicht-Chroniken: Der Ruf der Klingen, Heyne, München, 2018, ISBN 978-3-453-27038-1.
- Sturmlicht-Chroniken: Die Splitter der Macht, Heyne, München, 2019, ISBN 978-3-453-27039-8.
- Sturmlicht-Chroniken: Der Rhythmus des Krieges, Heyne, München, 2021, ISBN 978-3-453-27273-6.
- Sturmlicht-Chroniken: Der Turm der Lichter, Heyne, München, 2021, ISBN 978-3-453-27324-5.
- Die Seele des Königs, Heyne, München, 2014, ISBN 978-3-453-31524-2.
- Das Erwachen, Heyne, München, 2014, ISBN 978-3-453-31524-2.

## Hörbücher
- Fliegen, Erzählung, Edition Bärenklau, Bärenklau, 2002
- In der Totenstadt, Erzählungen, Edition Bärenklau, Bärenklau, 2004
- Somniferus, Ein phantastischer Roman aus der Eifel, KBV-Verlag, 2006, ISBN 978-3-86667-209-3